# Spilosoma marginestriata
Spilosoma marginestriata är en fjärilsart som beskrevs av Barend J. Lempke 1961. Spilosoma marginestriata ingår i släktet Spilosoma och familjen björnspinnare. Inga underarter finns listade i Catalogue of Life.